# Rob Woodhouse
Robert "Rob" Woodhouse, född 23 juni 1966, är en australisk före detta simmare.
Woodhouse blev olympisk bronsmedaljör på 400 meter medley vid sommarspelen 1984 i Los Angeles.